# Polyscias murrayi
Espèce
Polyscias murrayi est une espèce de plantes à fleurs de la famille des araliacées. C'est un arbre très courant dans les forêts humides de l'est de l'Australie et jusqu'en Nouvelle-Guinée.
On le trouve comme espèce de régénération secondaires dans les zones de forêt à reformer, souvent à flanc de coteau. L'arbre est caractéristique par son tronc cylindrique bifurquant brusquement en plusieurs branches et soutenant une impressionnante voûte sombre.
Son aire de répartition naturelle va de la chaîne de Howe, près de la frontière dans l'État du Victoria (37° S) [1], à travers toute la Nouvelle-Galles du Sud et jusqu'à Atherton, dans le Queensland (17° S). On le trouve également en Nouvelle-Guinée.

## Description
C'est un arbre de taille petite à moyenne, mesurant au plus 25 mètres de hauteur et avec un diamètre de tronc de 50 cm. Le tronc est non ramifié jusqu'à ce qu'il se divise en une couronne de nombreuses branches. Il est cylindrique et le plus souvent lisse, grisâtre ou brun.
Les feuilles sont alternes et pennées avec 8 à 30 folioles. Les folioles sont opposées sur le rachis, entières ou dentées, lancéolées ou ovales, font de 8 à 15 cm de long. Toutefois, les feuilles peuvent être beaucoup plus grande sur les jeunes arbres. Le reachis peut atteindre jusqu'à 120 cm de long. Entre chaque paire de folioles sur le rachis, on trouve une glande. La nervure médiane est blanche ou vert pâle, soulevée de la feuille. La nervation des feuilles est plus facile à voir sur le dessus de la feuille.
Les fleurs d'un vert crémeux  forment des ombelles pendant les mois de février et mars. Le fruit est une drupe bleu, généralement avec deux lobes, parfois trois. Le fruit mûrit d'avril à juin. La germination des graines fraîches est lente.
Le fruit est mangé par une grande variété d'oiseaux comme la Phasianelle brune, le Méliphage de Lewin, le Ptilope à diadème, le Jardinier satiné et le Ptilope superbe.